# Троеручица
Ико́на Бо́жией Ма́тери «Троеру́чица» — чудотворная икона, почитаемая в Православной церкви. Празднование иконе совершается 11 июля (28 июня по юлианскому календарю) и 25 июля (12 июля по юлианскому календарю).

## Иконография
В иконографии образ Божией Матери «Троеручицы» относится к типу Одигитрии, со Младенцем, сидящим на правой руке. В нижней части иконы, под правой рукой Богоматери, изображена человеческая кисть, составляющая часть серебряного оклада иконы. В русских списках существует традиция выписывать третью руку как бы принадлежащую Богоматери, а не приложенную отдельно.

## История возникновения
В житии преподобного Иоанна Дамаскина приводится эпизод, согласно которому возникновение этой особой иконографии связано с ним. Рассказывается, что во время возникновения в Византии движения иконоборчества, поддерживаемого императором Львом III Исавром, Иоанн написал три трактата в защиту иконопочитания и направил их императору. Лев Исавр пришёл в ярость, но ничего не мог сделать, так как Иоанн не был подданным его империи, а жил в Дамаске, являясь министром при дворе халифа. Чтобы помешать Иоанну писать труды в защиту икон, император прибег к клевете. От имени Иоанна было составлено подложное письмо, в котором Иоанн будто бы предлагал императору свою помощь в завоевании сирийской столицы. Это письмо и ответ на него императора были направлены халифу. Иоанн был отстранён от должности и наказан отсечением кисти правой руки, которая была повешена на городской площади. Спустя некоторое время Иоанн получил отсечённую руку обратно и, затворившись у себя, приложил кисть к руке и стал молиться перед иконой Богородицы. Через некоторое время он заснул, а проснувшись обнаружил, что рука чудесным образом приросла. В благодарность за исцеление Иоанн приложил к иконе сделанную из серебра руку. Третья рука стала воспроизводиться на многих списках этой иконы, получившей именование «Троеручица».

## История иконы и чтимые списки
Впоследствии икона была перенесена преподобным Иоанном в обитель святого Саввы, где хранилась до XIII века, когда была отдана в дар сербскому архиепископу Савве. По преданию, во время вторжения турок в Сербию икона была положена на осла, который принёс её к воротам Хиландарского монастыря на Афоне. Монахи поместили образ в алтаре, но он, по преданию, переместился на игуменское место. С тех пор в монастыре игумена перестали избирать (делами монастыря управляет иеромонах-проигумен), а монахи принимают благословение на церковные службы от иконы «Троеручицы».
Список иконы XVII века является одной из основных реликвий Троянского монастыря в Болгарии.
В России икона «Троеручицы» пользуется большим почитанием. В 1661 году из Хиландарского монастыря для патриарха Никона был прислан список этой иконы для его Новоиерусалимского монастыря.
Вместе с тем, приписывание на иконах Богородицы третьей руки как её собственной зачастую вызывало у людей естественное смущение. В рассуждении сего Святейший синод своим указом от 21 мая 1722 года постановил: 

повелевается о измышлениях от неискусных или злокозненных иконников, которые выдумали иконы противныя естеству, истории и самой истине, каковыя суть: образ мученика Христофора с песиею главою; образ Богородицы с тремя руками; <…> Чего для, впредь таких измышленных щудов на поругание святых первообразных лиц и во укорение святые церкви от инославных, не писать, а писать бы чинно и благообразно. 
Один из списков иконы Божией Матери «Троеручица» находится в Спасо-Преображенском соборе города Чернигова, а в Москве — в храме Успения Пресвятой Богородицы в Гончарах на Болгарском подворье и в Музеях Московского Кремля.